# Somewhere in My Lifetime
| Оценки критиков | Оценки критиков |
| Источник        | Оценка          |
| --------------- | --------------- |
| AllMusic        | [ 1 ]           |

Somewhere in My Lifetime — третий студийный альбом американской певицы Филлис Хаймэн, выпущенный в 1979 году на лейбле Arista Records.

## Об альбоме
Шесть из песен были впервые представлены на её предыдущем альбоме для Buddah Records, на новый релиз были включены четыре новых трека. Альбом был переиздан на компакт-диске в 2008 году на BMG Special Products; релиз включил в себя два бонус-трека.

## Список композиций
| №  | Название                   | Автор(ы)                     | Длительность |
| -- | -------------------------- | ---------------------------- | ------------ |
| 1. | «Kiss You All Over»        | Майк Чепмен, Ники Чинн       | 5:14         |
| 2. | «Somewhere in My Lifetime» | Хесус Альварес               | 3:30         |
| 3. | «Lookin' for a Lovin'»     | Филлис Браун, Барри Голдберг | 2:58         |
| 4. | «The Answer Is You»        | Марк Рейдис                  | 5:04         |
| 5. | «So Strange»               | Теодор Лайф, Билли Грин      | 4:40         |

| №  | Название                             | Автор(ы)                       | Длительность |
| -- | ------------------------------------ | ------------------------------ | ------------ |
| 1. | «Gonna Make Changes»                 | Филлис Хайман                  | 3:54         |
| 2. | «Living Inside Your Love»            | Скип Скарборо, Рене Тейлор     | 6:14         |
| 3. | «Be Careful (How You Treat My Love)» | Гэри Гленн                     | 4:19         |
| 4. | «Soon Come Again»                    | Ларри Александер, Сэнди Торано | 3:27         |
| 5. | «Here's That Rainy Day»              | Джимми Ван Хьюзен, Джонни Берк | 3:02         |

## Чарты
| Чарт (1979)                            | Высшая позиция |
| -------------------------------------- | -------------- |
| США (Billboard 200)                    | 70             |
| США (Billboard Top R&B/Hip-Hop Albums) | 15             |